# Сату-Ноу (Джурджу)
Сату-Ноу (рум. Satu Nou) — село у повіті Джурджу в Румунії. Входить до складу комуни Ресучень.
Село розташоване на відстані 55 км на південний захід від Бухареста, 32 км на північний захід від Джурджу, 148 км на схід від Крайови.

## Населення
За даними перепису населення 2002 року у селі проживали 110 осіб, з них 106 осіб (96,4%) румунів. Рідною мовою 106 осіб (96,4%) назвали румунську.